# Crioll guyanès
El crioll guyanès (Creolese, segons l'escrit pels seus parlants, o simplement Guyanese) és una llengua criolla basada en l'idioma anglès parlada en Guyana. Lingüísticament, és similar a altres dialectes anglesos de la regió del Carib, però té més influències dels idiomes africans i algunes paraules prestades del neerlandès, llengües arawak i dels idiomes de l'Índia.

## Varietats i influències
Hi ha molts sub-dialectes del crioll guyanès segons la ubicació geogràfica, el mitjà urbà o rural i l'ètnia dels parlants. Per exemple, al llarg del riu Rupununi, on la població és en gran part ameríndia, existeix una forma diferent de crioll guyanès. La zona urbana de Georgetown (ciutat capital) té un accent diferent, mentre que dins d'una certa distància d'aquesta zona el dialecte/accent canvia de nou, especialment on es troben els llogarets rurals.
Igual que amb altres idiomes del Carib, les paraules i frases són molt canviants, i paraules i frases noves poden ser creades, canviades o evolucionades en un termini curt. També es poden utilitzar dins d'un grup molt petit, fins a ser recollides per una comunitat més àmplia. Els grups ètnics són també coneguts per a alterar o incloure paraules a partir dels seus propis antecedents lingüístics.
La parla dels membres de les classes altes es troben fonèticament més prop del anglès britànic i estatunidenc, mentre que la manera de parlar dels membres de les classes baixes s'assembla més a altres dialectes del anglès del Carib.

## Gramàtica
És comuna, en el crioll guyanès, la repetició dels adjectius i adverbis per a donar èmfasis (l'equivalent a l'addició de "very" («molt») o "extremely" («extremadament») en l'anglès britànic i estatunidenc), un fenomen també testificat en llengües polinèsies. Per exemple, "Dis wata de col col" es tradueix en «Aquesta aigua està molt freda». "Come now now" s tradueix en «Vine ara mateix». A diversos objectes i accions també van ser donats els seus propis noms que s'assemblen vagament a l'anglès estàndard o que reflecteixen corrupcions de l'anglès.